# ناثان ستيفنز
ناثان ستيفنز (بالإنجليزية: Nathan Stephens) هو منافس ألعاب قوى بريطاني، ولد في 11 أبريل 1988 في Kenfig Hill ‏ في المملكة المتحدة.